# Silvan (Name)
Silvan ist ein männlicher Vorname.

## Herkunft und Bedeutung
Beim Namen Silvan handelt es sich um die deutsche Variante des lateinischen Cognomen Silvanus. Dieses geht auf silva „Wald“ zurück und bedeutet „aus dem Wald“. Da der Name Silvanus, altgriechisch Σιλουανός Siluanós, im Neuen Testament auch anstelle von Σίλας Sílas verwendet wird, in der Forschung auch die Möglichkeit diskutiert, dass es sich um eine latinisierte Variante des hebräischen Namens שָׁאוּל šāʾūl, aramäisch שְׁאִילָא šəʾîlāʾ, handeln könnte.

## Verbreitung
In der Schweiz zählte Silvan bis 2012 zu den 100 meistgewählten Jungennamen. Im Jahr 2021 belegte er Rang 226 der Vornamenscharts.
In Österreich wird der Name nur selten vergeben. Im Jahr 2021 wurde nur ein neugeborener Junge so genannt, sodass der Name auf Rang 1741 der Vornamenscharts stand. Als höchste Platzierung erreichte er im Jahr 2006 Rang 309 der Charts. Auch in Deutschland kommt der Name nur selten vor. Zwischen 2010 und 2022 wurden nur etwa 300 Jungen mit erstem Vornamen Silvan genannt.

## Varianten

### Männliche Varianten
- Englisch: Sylvan, Sylvanus
- Französisch: Sylvain
- Griechisch: Σιλουανός Siluanós
- Italienisch: Silvano, Silvio
  - Latein: Silvanus, Silvinus, Silvius
- Kroatisch: Silvijo
- Portugiesisch: Sílvio
- Rumänisch: Silviu
- Spanisch: Silvio

### Weibliche Varianten
- Bulgarisch: Силвия Silwija
  - Diminutiv: Силва Silwa
- Dänisch: Sylvia
- Deutsch: Silvia, Sylvia
- Englisch: Silvia, Sylvia
- Finnisch: Sylvia
  - Diminutiv: Sylvi
- Französisch: Sylviane, Sylvianne, Sylvie
  - Diminutiv: Sylvette
- Italienisch: Silvana, Silvia
  - Latein: Silvina, Silvia
- Kroatisch: Silvija
- Lettisch: Silvija
- Litauisch: Silvija
- Mazedonisch: Силвија Silwija
- Niederländisch: Silvia, Sylvia
- Norwegisch: Sylvia
  - Diminutiv: Sølvi, Sylvi
- Polnisch: Sylwia
- Portugiesisch: Sílvia, Silvia
- Rumänisch: Silvia
- Schwedisch: Sylvia
  - Diminutiv: Sylvi
- Serbisch: Силвија Silwija
- Slowakisch: Silvia
- Slowenisch: Silvija
  - Diminutiv: Silva
- Spanisch: Silvia
  - Katalanisch: Sílvia
- Tschechisch: Silvie, Sylva, Sylvie
- Ungarisch: Szilvia

## Namenstag
Der Namenstag von Silvan wird nach dem Bischof Silvanus am 10. Februar gefeiert.

## Namensträger

### Vorname
- Silvan Aegerter (* 1980), Schweizer Fußballspieler
- Silvan Bolliger (* 1992), Schweizer Unihockeyspieler
- Silvan Büchli (* 1990), Schweizer Fußballspieler
- Silvan Dillier (* 1990), Schweizer Strassen- und Bahn-Radrennfahrer
- Silvan Hefti (* 1997), Schweizer Fußballspieler
- Silvan Hilfiker (* 1980), Schweizer Politiker
- Silvan Kindle (* 1936), liechtensteinischer Skirennläufer
- Silvan-Pierre Leirich (* 1960), deutscher Schauspieler
- Silvan Loher (* 1986), Schweizer Komponist von Kunstmusik
- Silvan Omerzu (* 1955), slowenischer Regisseur, Puppenspieler und Illustrator
- Silvan Schalom (* 1958), israelischer Politiker
- Silvan S. Schweber (1928–2017), US-amerikanischer Physiker und Wissenschaftshistoriker
- Silvan Schwerzmann (1800–1866), Schweizer Politiker und Richter
- Silvan Sidler (* 1998), Schweizer Fußballspieler
- Silvan Schmid (* 1986), Schweizer Jazz- und Improvisationsmusiker
- Silvan Thüler (1932–2011), Schweizer Fußballspieler
- Silvan Tomkins (1911–1991), US-amerikanischer Philosoph und Psychologe
- Silvan Widmer (* 1993), Schweizer Fußballspieler
- Silvan Wyss (* 1993), Schweizer Eishockeyspieler
- Silvan Zingg (* 1973), Schweizer Pianist
- Silvan Zürcher (* 1982), Schweizer Filmproduzent, Filmregisseur und Drehbuchautor
- Silvan Zurbriggen (* 1981), Schweizer Skirennfahrer

### Familienname
- Rudolf Silvan (* 1967), österreichischer Politiker (SPÖ), Abgeordneter